# Honiton
Honiton ([hʌnɪtɘn] sau [hɒnitɘn]) este un oraș în comitatul Devon, regiunea South West, Anglia. Orașul se află în districtul East Devon.

## Orașe înfrățite
- Mézidon-Canon, Franța
- Gronau-Leine, Germania